# Dave Minor
Davage T. Minor, detto Dave (Ruleville, 23 febbraio 1922 – Gary, 14 marzo 1998), è stato un cestista statunitense, professionista nella NBA.